# Tjursåker
Tjursåker är en by i Vårfrukyrka socken i Enköpings kommun, Uppland. 
Byn består av enfamiljshus samt bondgårdar och är belägen vid länsväg C 557.
Vid Ristingsbro i byns närhet finns två märkliga runinskrifter, den ena på en runsten och den andra på ett flyttblock.